# Style Oribe
Le style Oribe (en japonais 織部焼 : Oribe-yaki) est un type de céramique japonaise, dont le nom est dérivé de Furuta Oribe. Habituellement de couleur bleue ou verte, le style est apparu durant les ères Keichō et Genna au Japon (1596-1624),. Connues comme étant souvent de type asymétrique, ces céramiques de grès, au glaçage librement réparti, sont souvent polychromes et de couleur sombre. Ce genre de techniques étaient courantes dans les objets Raku de l'époque. Les formes déformées, courantes, étaient obtenues à partir du moulage technique (opposé au travail de tour de potier). Le style Oribe est très populaire au Japon.

## Histoire

### Origines
La cérémonie du thé est en pleine révolution et voit de nombreux changements durant les débuts de l'époque Edo (1615-1868), mais également durant la fin de l'époque Momoyama (1573-1615). L'un des grands maîtres du thé, Furita Oribe, plus connu sous le nom de Furuta Shigenari (1544-1615), a véritablement changé en profondeur les ustensiles, rituels, et céramiques utilisés dans la cérémonie du thé.
La technique s'améliorant, la céramique Oribe apparaît et devient de plus en plus utilisée dans les cérémonies du thé, remplaçant progressivement les anciens ustensiles.

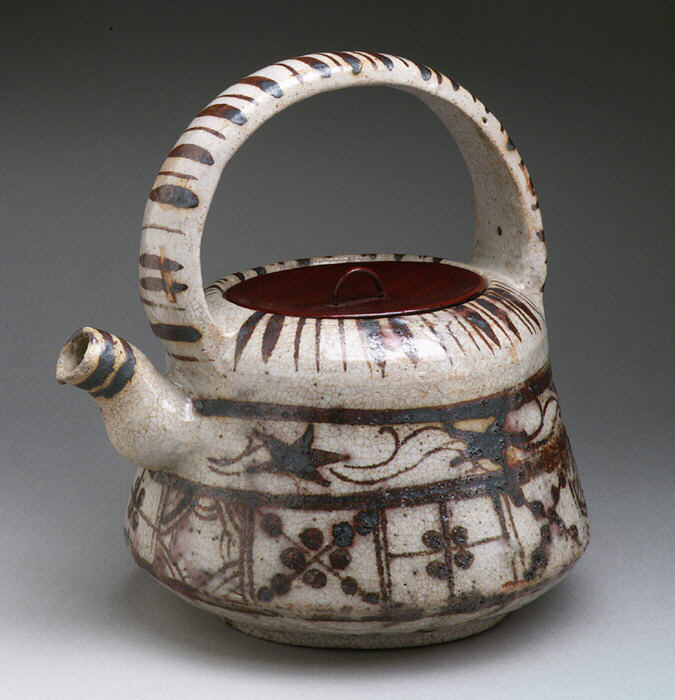
Théière de cérémonie du thé de style Oribe, Japon, XVIIe siècle, Metmuseum.

### Controverses sur l'influence de Furuta Shigenari
Les nombreux chercheurs sont en désaccord sur l'influence qu'aurait eu Furuta Oribe sur le style Oribe. Certains n'hésitent pas à lui donner la paternité du style ainsi que sa direction tandis que d'autres, pour les plus extrêmes, ne reconnaissent en rien son influence, voire affirment que le style ne date pas de la même époque que le maître de la cérémonie du thé. Pour d'autres il s'agit simplement d'une coïncidence historique qui aurait amené des contemporains à nommer ainsi le style. On suppose ainsi que le style est apparu à Kyoto, lieu où résidait le sage japonais,.

### Controverses sur les limites du style
D'autres controverses, au-delà de porter sur l'influence de celui qui a donné son nom au style, portent également sur ses limites. Des désaccords existent sur ses caractéristiques, sur ses limites chronologiques, même si sur ce point les divergences sont moins nombreuses,. Ainsi la classification du style n'est pas très précise et de nombreuses œuvres sont considérées comme des objets de style Oribe que d'autres experts ne reconnaîtront jamais comme telles.

### Renaissance
Le XXe siècle voit deux artistes notables faire redécouvrir le style Oribe, de manière plus poussé, au Japon, par la création du néo-Oribe. Ainsi Yasuo Tamaoki (né en 1941) et Osamu Suzuki (né en 1934) en sont les têtes de file.

## Caractéristiques

### Attributs généraux

#### Aspects
Le style Oribe possède des dessins richement colorés, avec des émaux bleus, verts et cuivrés, la plupart du temps. Les motifs les plus visibles sont des scènes et des représentations de la nature, et souvent dessinés à la main à l'aide de glacis de fer.
Les objets sont extrêmement variés : bols, assiettes... souvent assortis, en forment la majorité. Les couleurs, formes et méthodes révolutionnaires utilisées dans la céramique Oribe représentent une modernisation très rapide de la cérémonie du thé. Selon certains auteurs, le style a été étonnamment de courte durée, mais a réussi à avoir un impact durable sur le style et l'histoire de la céramique japonaise. Beaucoup de ses motifs sont exotiques, faisant penser parfois que des influences étrangères en sont à l'origine, venant du port de Sakai, au sud d'Osaka,.

#### Oribe vert (青 織 部, Ao-Oribe)
Céramique à la glaçure verte, et peinture sur la glaçure, trouve ses origines dans la céramique chinoise. Typique du style, avec la couleur blanche, il utilise cependant, à la différence des couleurs chinoises, un vert plus naturel pour mieux représenter la nature. La surface est décorée avec des motifs naturels différents que l'on retrouve dans les paysages japonais et dans les œuvres qui seront produites après, héritage du style. Les motifs sont parfois également géométriques, et dans de rares cas, des formes subjectives représentatives. D'autre part on trouve également des objets présentant des motifs géométriques et représentatifs de la nature.

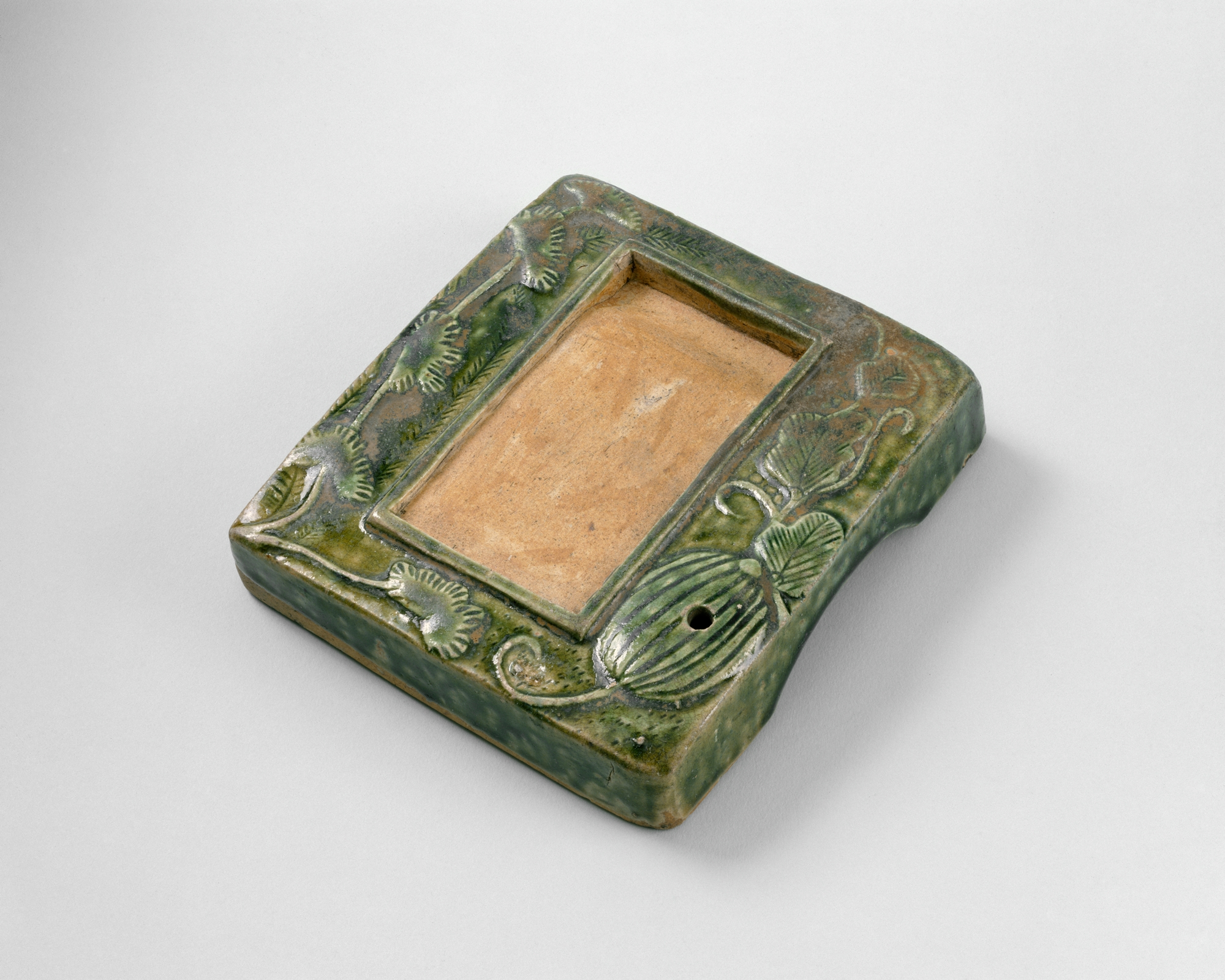
Oribe vert : Pierre à encre de chine, avec motif de gourde de vin, fin XVIe, XVIIe siècle, Japon, Metmuseum

La couleur verte brillante, technique obtenue à l'aide du four, ne peut se réaliser que quand celui-ci est très chaud et selon une température précise : à 1 220 °C.

#### Oribe noir (黒 織 部, Kuro-Oribe)
Moins courante, c'est une céramique émaillée noire, avec des taches non émaillées, parfois décorées de peinture.

#### Shino-Oribe (志 野 織 部)
Shino-Oribe était un précurseur des objets Shino, qui, contrairement aux anciennes, étaient produites dans des cintres modernes à plusieurs chambres.
Alors que les nouveaux fours pour la production d'Oribe gagnaient en popularité, il a fallu un certain temps aux anciens fours Shino pour disparaître; pendant un certain temps, les potiers des fours Shino ont continué à tirer des articles Shino.
La céramique Oribe possède de nombreuses variations notamment dans le traitement de la surface. Les chefs japonais, pour nombre d'entre eux, utilisent encore aujourd'hui l'Oribe vert, ou noir, pour cuisiner,.

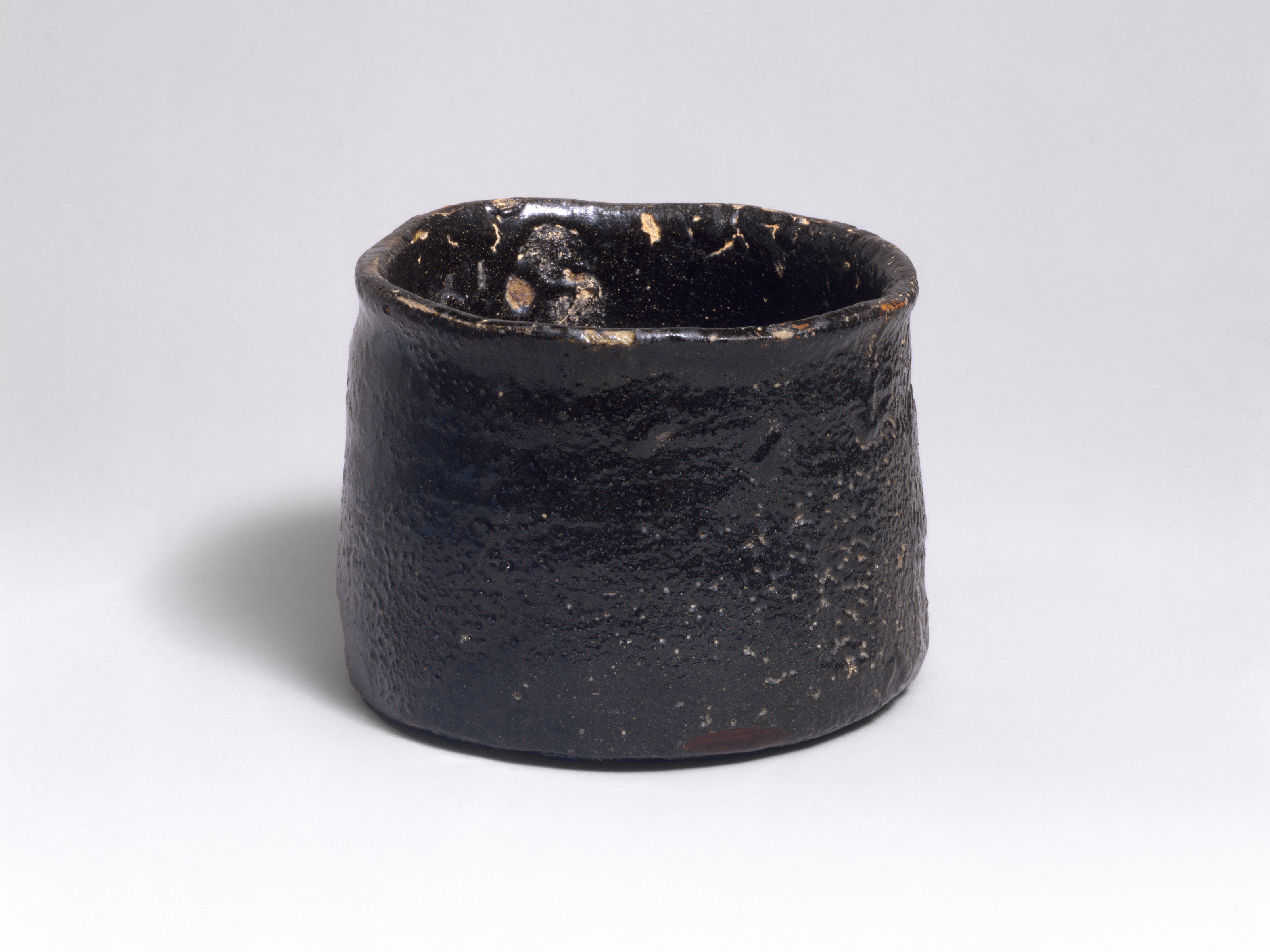
Bol de thé Seto, Japon, XVIIe siècle, MET

### Variétés
Le style Oribe avec les styles Shino, Seto Jaune, Seto Noir et Mino Iga est souvent classifié dans les objets de style Mino. Ces cinq types se différencient entre eux par le processus de développement de la glaçure. Malgré ces facteurs d'identification, de nombreux chercheurs affirment que la différenciation de ces types de céramiques est extrêmement difficile et souvent basée uniquement sur des critères esthétiques.
Il y a beaucoup de variation dans le type d'articles aussi bien que le traitement de surface dans la poterie d'Oribe. Il y a tellement de formes d'Oribe qu'il est très difficile de les identifier toutes, particulièrement quand les sources varient dans leur catégorisation d'Oribe, et ce d'autant plus quand les critères de limitation de l'Oribe sont flous ; cependant, les formes les plus populaires qui apparaissent dans une majorité de sources sont, en plus du Oribe vert et l'Oribe noir, le monochrome, le narumi, le rouge, le shino et le noir.

#### Narumi Oribe
Cette variété est reconnaissable à l'aide de ses couleurs vertes contrastant avec une couleur blanche, souvent articulée autour de motifs géométriques. Les éléments sont peints sur l'argile de couleur rouge et blanche. Parfois la couleur rouge est volontairement conservée, et même peut y être rajouté du brun. Le relief est également parfois créé, grâce à l'incision, et grâce aux contrastes de couleurs,,.

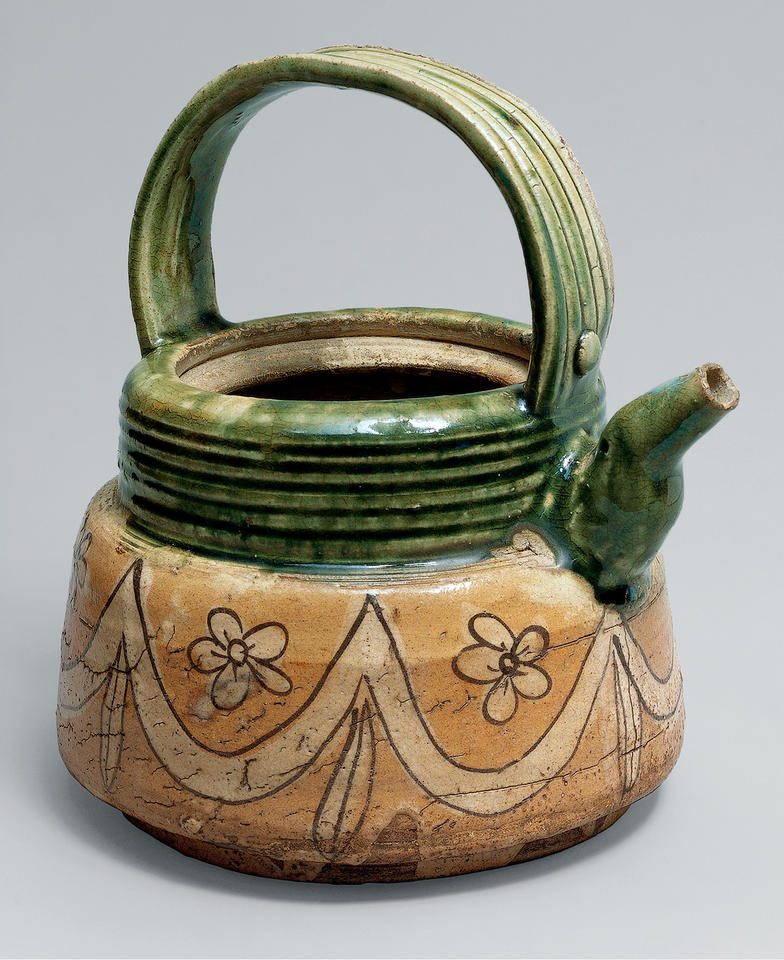
Théière de Narumi Obore, XVIIe siècle, MET

#### Monochrome
Les céramiques de style Orobe monochrome sont généralement de couleur verte. Quelquefois des motifs géométriques simples sont gravés, mais la large majorité du temps les objets n'ont pas de motifs. De fait la plupart des objets ne possédant qu'une seule couleur dans le style Orobe sont des petits objets,.

#### Noir Oribe (織 部 黒)
Cousin de l'Oribe noir, et assez semblable, il s'en différencie par les motifs et surtout la peinture. La peinture blanche est largement présente sur l'Oribe noir tandis que le noir Oribe n'en possèdera jamais habituellement. Leur proximité font qu'ils sont souvent confondus, et de fait certains chercheurs les considèrent comme un seul et même genre d'Orobe,.

#### Oribe Rouge
Reconnaissable à ses couleurs rouges ou brunes, ce style se marie souvent avec du noir, et possède bien souvent des motifs géométriques plutôt originaux pour l'époque. C'est généralement l'un des seuls genres de l'Oribe à n'avoir aucune couleur verte,.

## Technique
Les différentes recherches archéologiques, les différentes découvertes permettent de déduire que de nombreux sites, répartis sur tout Mino, sont des fours de production Oribe. Les inventions telles que le noborogima, le four grimpant à plusieurs chambres, ont permis de proposer des nouvelles méthodes de vitrages nouvelles.
Ils sont introduits au nord de Kyushu par des potiers coréens, à la fin du XVIe siècle, et le four a permis un changement important des méthodes traditionnelles de cuisson et de vitrage. On pense que le tout premier four qui a produit Oribe a été le four de Motoyashiki,,.
Progressivement, les fours Shino sont de plus en plus considérés comme archaïques, et de moins en moins utilisés. Les nouveaux fours présentent de larges avantages en plus : des températures notamment, beaucoup plus élevées, qui permettent une maturation fiable et uniforme de la glaçure, amenant à cette brillance lustrée caractéristique d'Oribe,.
De plus l'espace est mieux réparti permettant un meilleur aménagement des céramiques, permettant aux potiers de moins travailler, et de gagner du temps.